# Біла речовина
Під поняттям бі́ла речовина́ (лат. substantia alba) розуміють ту частину центральної нервової системи, яка складається з провідних шляхів (нервових волокон). Вона протиставляється сірій речовині. Біле забарвлення обумовлене мієліновими оболонками нервових волокон.

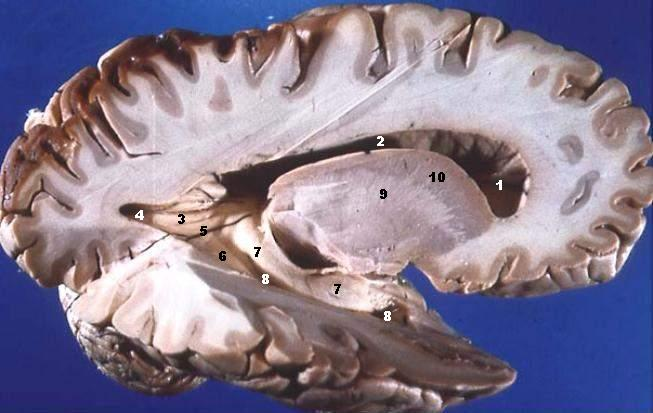
Сагітальний переріз головного мозку людини. Сіра речовина ззовні, біла речовина всередині.

У спинному мозку біла речовина знаходиться ззовні від сірої і макроскопічно розрізняють передні канатики (funiculus anterior), бокові канатики (funiculus lateralis) і задні канатики (funiculus posterior).
В головному мозку біла речовина навпаки знаходиться всередині і оточена сірою речовиною. Однак в білій речовині також присутні ділянки з сірою речовиною — скупчення нервових клітин. Їх називають ядрами (nuclei).

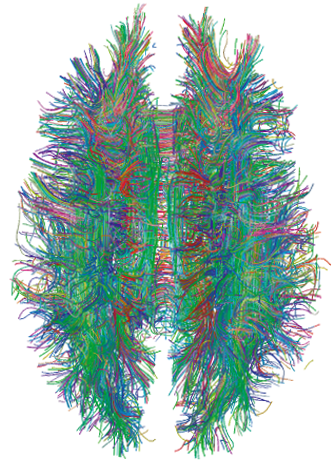
Зв’язки білої речовини, отримані за допомогою трактографії (дифузійна МРТ)

Функція провідна утворює провідні шляхи мозку.